# 虎ノ門ニュース
『虎ノ門ニュース』（とらのもんニュース）は、虎ノ門テレビ（旧：DHCシアター → DHCテレビ）がYouTube Live等の動画共有サービスにてライブ配信を行っているニュース番組のシリーズ。
2015年4月1日から2016年4月1日までのタイトルは『虎ノ門ニュース 8時入り!』、2016年4月3日から2022年11月18日までは『真相深入り! 虎ノ門ニュース』（しんそうふかいり！とらのもんニュース）として配信されていた。一旦配信終了後、2023年3月31日から番組が再開され、2023年12月22日までは『帰ってきた 虎ノ門ニュース』（かえってきた とらのもんニュース）、2024年1月1日からはそれ以前の『真相深入り! 虎ノ門ニュース』として配信されている。

## 概要
チャンネル名称をシアターテレビジョンからDHCシアターとして再スタートの目玉として、2015年4月1日より放送開始した番組で、コンセプトとして地上波のテレビ局における番組制作過程に存在する、「事前の段取ごと」を省き、番組制作の裏側も見せるコンセプトを掲げていた。
放送週の日曜日に、その1週間の内容の総集編が放送され、2015年10月からコメンテーターの放送後から楽屋裏シーンを収録したVTRコーナー「10時ハケ!」を総集編のみで初め、2016年9月4日から、楽屋トークメインの構成にテコ入れし番組タイトルも「楽屋入り!」に改題。また、2017年4月から、楽屋入りは総集編メインから移行され、収録回が生配信の回から数週間のバッファが設けられた。2016年11月の第一週から、全曜日の出演者シャッフルを実施。
当初は東京都港区虎ノ門にある、虎ノ門テレビ（旧：DHCシアター → DHCテレビ）が入居する共同通信会館にある1階のスタジオから生配信を行なっていた。実際には朝8時より前、7時59分から配信を開始しており、8時までの1分間で司会者が軽く自己紹介と「便乗告知をお許しください」と断ったうえで近況報告、自身のライブ告知を行っていた。当日のゲストは8時を過ぎてから、通用口より一旦建物の外に出て観覧者の出迎えを受けながらスタジオ入りすることになっていた。なお、共同通信会館は2025年2月で閉館となったため、番組観覧は同年2月7日配信分をもって終了した。
番組放送中は、メールやX（旧：Twitter）、YouTube Live以外のライブ配信プラットフォームのコメント欄やアンケート募集機能を用いて、意見募集を募っておりハッシュタグを「#虎8」としている。
番組開始時から、複数の動画配信プラットフォームにてストリーミング生配信を行っており、2015年7月放送、配信分から2週間分アーカイブとして公開し、2016年4月1日からAmebaFRESH!での同時無料配信をスタートさせた。一方で、局の方針でDHCシアターチャンネルにおいて、テレビ放送縮減、ネット配信強化の編成を敷くため、制作局での放送時間をプライムタイムに変更したが、従前より並行して行っていたネット配信の配信時間に変更はなく、結果として放送より先行する形になった。
番組配信中は、当初はスポンサーでもあったDHCのCMが挿入されていた。
2017年3月31日をもってDHCシアターが閉局したため、同年4月3日からテレビでの放送は終了しネット配信のみの番組となった。2022年11月7日配信分にて、MCの居島から同年11月18日配信分で番組終了を告知。番組内では配信終了理由の説明を明かさないまま、番組は配信終了。
番組終了から半年が経過した、2023年3月31日に突如番組公式Twitterにて番組タイトルを『帰ってきた 虎ノ門ニュース』に改題し、番組配信復活を発表。復活開始時のOPにて旧DHCテレビジョン社員3名がカメラ前に現れ、スタジオ施設所有、使用の継承と同番組の制作会社スタッフが有志で始めた配信チャンネルに引っ張られた為、スタッフのリソース不足に伴うクオリティ低下への謝罪と今後番組スポンサーを募りながらの配信形式についての挨拶を行なった。また、同年5月12日配信分の最後に当該番組のYouTubeチャンネルメンバーシップ開始を発表し、それについても番組配信形式の復帰に充てるとしている。出演者の政治的思考の相違で番組降板した識者も当該番組への出演を再開している。また、かつてDHCのCMが挿入されていた部分は、虎ノ門テレビによるお知らせが挿入されている。
2024年1月1日配信分から番組リニューアルを実施。タイトルも2022年以前の『真相深入り! 虎ノ門ニュース』に改める。また、リニューアル初回は元旦SPとして事前に収録した内容を配信した。

## 配信時間

### 現在
配信プラットフォームはYouTube Live
- 火曜 19:00 - 20:00（2024年7月23日 - ）
- 金曜 8:00 - 9:30頃（2023年3月31日 - ）
  - 終了時間は番組進行状況により若干延長する場合あり。
  - 本配信終了後の10分後に30分程度、YouTubeチャンネルメンバーシップ登録者のみ視聴可能な会員限定動画配信を実施する。

### 過去
配信プラットフォームはYouTube Live、ニコニコ生放送、FRESH LIVE→OPENREC
※JST表記
- 月 - 金曜日 8:00 - 10:00（2015年4月4日 - 2022年11月18日）

真相深入り!虎ノ門ニュース 楽屋入り
- 金曜日 21:00頃に最新放送回をアップロード（2017年4月7日 - 2018年7月27日）※配信休止のまま、番組終了

## 放送事業者としての放送時間
- 本放送
  - 平日 8:00 - 10:00（2015年4月1日 - 2016年4月1日）
  - 平日 22:00 - 翌0:00（2016年4月4日 - 2017年3月31日）
- 再放送
  - 平日 19:00 - 21:00（2015年4月1日 - 2016年4月1日）
  - 火 - 土曜 5:00 - 7:00（2016年4月5日 - 2017年3月31日）

真相深入り!虎ノ門ニュース 楽屋入り
- 本放送：日曜 22:00 - 23:00（2016年4月10日 - 2017年3月26日）
- 再放送：平日 4:00 - 5:00、土曜 9:00 - 10:00、17:30 - 18:30（2016年4月10日 - 2017年3月31日）

総集編
- 日曜 12:00 - 13:00（2015年4月5日 - 2016年3月27日）
- 月曜 1:00 - 2:00（2015年4月6日 - 2016年3月28日）

## 出演者

### MC
- 生明辰也（フリーアナウンサー、元さくらんぼテレビアナウンサー。2023年5月5日[注 10] - ）
- 須田慎一郎（経済ジャーナリスト。2023年4月28日[注 11] - ）

### コメンテーター
2023年3月31日に再開後は、それ以前に出演していたコメンテーターを含め2、3名がゲストコメンテーターとして出演。

### 過去の出演者

#### MC（過去）
- 居島一平（米粒写経）[注 12]
- サンキュータツオ（米粒写経）（火、金曜日。2015年4月1日 - 5月29日）
- 田中大貴（フリーアナウンサー、元フジテレビアナウンサー。2023年3月31日 - 2024年7月26日[注 13]）

#### コメンテーター
最終回時点
月曜
- 毎週 - 田北真樹子（産経新聞社 月刊正論 編集長、前政治部官邸キャップ。2019年10月 - ）[注 14]
- 隔週 - 竹田恒泰（作家。2017年1月12日 - ）[注 15][注 16]
- 不定 - 石平（評論家。2017年8月3日 - ）[注 17][注 18]
- 不定 - 下記記載のゲストコメンテーター

火曜
- 毎週 - 百田尚樹（放送作家、小説家。2015年7月1日 - ）[注 19]
- 不定 - 北村晴男（弁護士。2018年6月13日 - ）
- 不定 - 下記記載のゲストコメンテーター

水曜
- 奇数週 - 大高未貴（ジャーナリスト。2016年11月11日 - ）[注 20]
- 月1回 - ケント・ギルバート（カリフォルニア州弁護士、タレント。2015年10月14日 - ）[注 21]
- 不定 - 井上和彦（軍事ジャーナリスト。2015年10月14日 - ）[注 19][注 22]

木曜
- 毎週 - 有本香（ジャーナリスト。2015年7月3日 - ）[注 23][注 24][注 25][注 19][注 26][注 27]
- 隔週 - 竹田恒泰（作家。2017年1月12日 - ）[注 15][注 16]
- 不定 - 飯山陽（イスラム思想研究者、アラビア語通訳。2022年4月21日 - ）
- 不定 - 下記記載のゲストコメンテーター[注 28]

金曜
- 隔週 - 須田慎一郎（2015年4月3日 - ）[注 29]
- 隔週 - 長谷川幸洋（ジャーナリスト。2022年4月1日 - ）
- 月1回 - 藤井厳喜（国際問題アナリスト。2017年8月2日 - ）[注 30][注 31]
- 月1回 - 高橋洋一（嘉悦大学教授）
- 隔週 - 下記記載のゲストコメンテーター[注 32]

##### ゲストコメンテーター
| 日時 | ゲスト                                                                                        |
| --- | --------------------------------------------------------------------------------------------- |
| 2015年8月20日 2017年8月21日 2018年10月22日 | 青山千春（東京海洋大学准教授、独立総合研究所取締役、元自然科学部長、水産学博士 青山繁晴の妻） |
| 2015年10月20日 2016年4月19日 2016年6月10日 2016年9月13日 2016年9月27日 2017年5月11日 2017年5月30日 2017年9月19日 | 杉田水脈（当時：前衆議院議員）                                                                |
| 2015年10月27日 2016年4月13日 2016年8月31日 2017年2月23日 2017年3月22日 2017年5月31日 2017年7月4日 2017年10月10日 2017年11月28日 2017年12月12日 2018年2月6日 2018年2月13日 2018年4月24日 2018年5月22日 2018年6月27日 2018年7月24日 | 我那覇真子（琉球新報、沖縄タイムスを正す県民・国民の会代表運営委員）                          |
| 2015年11月3日 2016年5月3日 2017年5月2日 2017年6月20日 2017年8月22日 2018年8月7日 2019年1月8日 2019年8月13日 2020年1月7日 | 櫻井よしこ（ジャーナリスト）                                                                  |
| 2016年3月4日 2016年12月15日 | 古屋圭司（衆議院議員、元拉致問題担当大臣）                                                    |
| 2016年1月5日 2016年4月26日 2016年6月14日 2016年6月23日 2016年7月12日 | 加藤清隆（政治評論家、「文化人放送局」司会 元時事通信社特別解説委員）                         |
| 2016年4月20日 | ボギー手登根（ラジオパーソナリティ）                                                          |
| 2016年5月31日 2016年8月9日 | 長谷川豊（フリーアナウンサー、元フジテレビアナウンサー）                                      |
| 2016年6月8日 2016年7月20日 2016年8月17日 2016年9月21日 2016年11月30日 | フィフィ（タレント）                                                                          |
| 2016年7月19日 2017年3月7日 2017年8月1日 2017年11月7日 2019年10月15日 2019年11月19日 2019年12月10日 2020年1月21日 | 北村晴男（弁護士）                                                                            |
| 2016年6月21日 2016年11月29日 | 河添恵子（ノンフィクション作家）                                                              |
| 2016年6月28日 2016年8月30日 2016年12月27日 2017年6月27日 2017年11月14日 2018年2月27日 | 高山正之（コラムニスト）                                                                      |
| 2016年7月26日 2017年4月18日 2017年9月26日 2018年11月20日 2019年3月19日 | 上島嘉郎（ジャーナリスト、元月刊正論、別冊正論 編集長）                                       |
| 2016年8月16日 2017年6月6日 2017年11月21日 | 西村幸祐（評論家、ジャーナリスト）                                                            |
| 2016年9月20日 2016年11月22日 2017年7月11日 2018年1月30日 2018年4月3日 2018年6月26日 2018年8月14日 2018年8月29日 2019年8月14日 | 阿比留瑠比（産経新聞東京本社政治部編集委員兼論説委員）                                        |
| 2016年9月27日 2017年1月24日 2017年6月13日 2017年8月15日 2018年9月12日 | 西村眞悟（元衆議院議員）                                                                      |
| 2016年10月18日 2017年1月31日 | 山口敬之（ジャーナリスト、元TBSテレビ報道局ワシントン支局 支局長）                            |
| 2016年10月25日 2017年1月17日 2017年9月5日 2017年12月26日 | 潮匡人（評論家）                                                                              |
| 2016年11月8日 2017年4月11日 | 吉木誉絵（コラムニスト）                                                                      |
| 2016年11月17日 2017年8月10日 2019年6月20日 2019年9月19日 2019年10月17日 | 佐藤正久（参議院議員、前外務副大臣）                                                          |
| 2016年11月25日 | 末延吉正（東海大学教授、ジャーナリスト、元テレビ朝日政治部部長）                              |
| 2016年12月20日 2018年3月13日 | 仲新城誠（八重山日報編集長）                                                                  |
| 2017年1月19日 2017年4月20日 2018年5月10日 | 山谷えり子（参議院議員、元拉致問題担当大臣）                                                  |
| 2017年2月7日 2018年9月6日 2018年11月6日 2019年6月25日 | 松井一郎（大阪市長、前大阪府知事、大阪維新の会代表）                                          |
| 2017年2月14日 2017年10月3日 2018年6月5日 2018年8月28日 2019年5月14日 2019年11月8日 | 山田吉彦（東海大学 海洋学部教授、海洋問題研究家）                                             |
| 2017年2月16日 2017年7月20日 | 新藤義孝（衆議院議員、元総務大臣）                                                            |
| 2017年3月28日 | 千葉麗子（文筆家、ヨーガ講師）                                                                |
| 2017年4月25日 2017年6月14日 2017年10月17日 2018年4月17日 2018年10月23日 2019年2月19日 2019年10月11日 2019年10月25日 2020年1月31日                                                                                                 | 坂東忠信（元警視庁刑事、通訳捜査官、外国人犯罪対策講師）                                      |
| 2017年5月9日 2018年1月23日 2018年5月7日 2018年7月31日 2019年1月15日 | 織田邦男（元航空自衛隊空将）                                                                  |
| 2017年5月16日 2017年12月12日 2019年9月17日 | 加藤達也（産経新聞社 社会部編集委員、前ソウル支局長）                                         |
| 2017年5月18日 2017年8月17日 | 足立康史（衆議院議員） -                                                                      |
| 2017年5月23日 2017年8月24日 2018年2月6日 2018年3月13日 2018年3月22日 2018年10月9日 | 和田政宗（参議院議員、元NHKアナウンサー）                                                     |
| 2017年7月25日 | 中山義隆（石垣市長）                                                                          |
| 2017年8月24日 2018年2月8日 2019年2月21日 2019年9月27日 2019年11月7日 2019年12月26日 2020年1月9日 | 小野寺秀（元北海道議会議員）                                                                  |
| 2017年9月11日 2017年12月11日 2018年3月19日 | 岸博幸（元経産省官僚、慶應義塾大学大学院 教授）                                               |
| 2017年9月11日 2017年12月11日 2018年3月19日 2019年8月5日 | 原英史（元経産省官僚、株式会社政策工房 代表取締役社長）                                       |
| 2017年9月12日 2017年12月5日 2018年3月5日 2019年9月2日 2019年10月14日 2019年10月21日 2019年12月16日 | 高橋洋一（元大蔵・財務省官僚、数量政策学者、嘉悦大学教授、株式会社政策工房 代表取締役会長）   |
| 2017年10月31日 2018年1月30日 2018年4月10日 | 依田啓示（実業家、カナンファーム代表）                                                        |
| 2017年12月14日 2018年10月11日 2019年1月22日 | 生田與克（実業家、有限会社鈴与元代表）                                                        |
| 2017年12月16日 2019年3月21日 2019年10月17日 | 吉村洋文（大阪府知事、前大阪市長、元衆議院議員）                                              |
| 2017年12月21日 2018年3月15日 2018年5月17日 2019年1月31日 | 萩生田光一（自民党前幹事長代行、文部科学大臣、元官房副長官）                                  |
| 2017年12月29日 2018年10月19日 | 八木景子（映画監督）                                                                          |
| 2018年1月18日 | 金美齢（評論家）                                                                              |
| 2018年3月8日 | 高市早苗（衆議院議員、元総務大臣）                                                            |
| 2018年4月12日 2018年6月14日 2018年9月27日 | 井本勝幸（僧侶、福岡県四恩山報恩寺 副住職、ビルマ統一民族連邦評議会コンサルタント）           |
| 2018年5月31日 | 長尾敬（衆議院議員）                                                                          |
| 2018年6月21日 | つるの剛士（タレント）                                                                        |
| 2018年7月3日 | 宮嶋茂樹（報道カメラマン）                                                                    |
| 2018年8月16日 | 高木啓（衆議院議員、前都議会自民党幹事長）                                                    |
| 2018年8月16日 | 荒木和博（特定失踪者問題調査会 代表）                                                         |
| 2018年9月6日 | 安倍晋三（内閣総理大臣、自由民主党総裁）                                                      |
| 2018年9月11日 2018年9月20日 2018年10月30日 2018年12月11日 2019年2月12日 2019年3月12日 2019年3月25日 2019年8月27日 2019年9月25日 2019年10月3日 2019年10月29日 2019年11月22日 2019年12月24日 2020年1月17日 2020年5月22日            | KAZUYA（YouTuber）                                                                            |
| 2018年9月19日 | トゥール・ムハメット（日本ウイグル連盟会長）                                                  |
| 2018年11月7日 | 志方俊之（帝京大学名誉教授、元陸上自衛隊陸将）                                                |
| 2018年11月27日 | 呉善花（拓殖大学国際学部教授）                                                                |
| 2018年12月4日 2019年1月29日 2019年6月11日 2019年8月6日 2019年10月1日 2019年12月3日 | 江崎道朗（評論家、日本会議国会議員懇談会専任研究員）                                          |
| 2018年12月18日 2019年7月16日 2019年9月3日 2019年9月23日 2019年11月18日 2019年12月17日 | 門田隆将（ジャーナリスト、作家）                                                              |
| 2019年2月21日 | 川松真一朗（東京都議会議員、元テレビ朝日アナウンサー）                                        |
| 2019年3月7日 2019年7月18日 2019年12月5日 | ほんこん（タレント、130R）                                                                    |
| 2019年5月7日 2019年9月24日 2020年1月14日 | 松木國俊（朝鮮近現代史研究所所長、朝鮮問題研究家）                                            |
| 2019年5月16日 2019年8月15日 2019年10月3日 2020年1月16日 | 河野克俊（第31代海上幕僚長、第5代統合幕僚長、海上自衛官）                                     |
| 2019年5月30日 2019年8月29日 2019年10月31日 | 李相哲（龍谷大学社会学部教授）                                                                |
| 2019年6月18日 2019年9月27日 | ナザレンコ・アンドリー（ウクライナ人留学生）                                                  |
| 2019年8月19日 2019年9月16日 2019年11月5日 2019年12月6日 | 西岡力（現代朝鮮研究者、麗澤大学客員教授、公益財団法人モラロジー研究所歴史研究室長）          |
| 2019年9月10日 2020年5月21日 | 久野潤（歴史学者、大阪観光大学教授）                                                          |
| 2019年9月24日 | 李宇衍(イ・ウヨン)（落星台経済研究所研究員）                                                  |
| 2019年10月8日 | 桜林美佐（防衛問題研究家）                                                                    |
| 2019年10月15日 | 奈良林 直（東京工業大学先導原子力研究所特任教授、北海道大学名誉教授、工学博士）               |
| 2019年10月25日 2019年11月12日 2019年11月21日 2020年1月28日 | 石橋文登（政治ジャーナリスト、元産経新聞社編集局次長 兼 政治部長）                            |
| 2019年10月31日 2019年12月26日 2020年1月21日 | 飯山陽（イスラム思想研究者、アラビア語通訳）                                                  |

過去のレギュラーコメンテーター
- 月曜：青山繁晴（参議院議員、独立総合研究所・前社長[注 44]。2015年4月2日 - 2020年4月20日）[注 45][注 46][注 47][注 48]
- 水曜：江川達也（漫画家）[注 49]、諏訪貴子（実業家、ダイヤ精機代表取締役社長。2015年4月1日 - 9月30日）、田母神俊雄（元航空幕僚長・軍事評論家。2015年10月7日 - 2016年4月6日）[注 50]、半井小絵（気象予報士。2015年4月6日 - 2018年4月25日）[注 51][注 49][注 19]、 上念司（経済評論家。2016年11月2日 - 2020年12月23日）[注 52]
- 火曜：伊藤賀一（プロ講師・著述業）、高橋章子（ビックリハウス元編集長。2015年4月7日 - 6月30日）
- 木曜：小川榮太郎（文芸評論家、2016年10月2日 - 2017年7月7日）[注 53]
- 金曜：香山リカ（精神科医。2015年4月3日 - 2015年5月8日）[注 54]、武田邦彦（科学者。2015年4月6日 - 2021年11月26日）

## レギュラーコーナー

### オピニオンコーナー
月曜日
- CHA 中央情報局

- 魁!!竹田塾 [注 55]

火曜日
- 火曜特集[注 56]

水曜日
- 大高未貴 ミキペディア[注 57]

木曜日
- 有本香の強力ありもと[注 58]
- 竹田恒泰の虎ディショナル談話
- 尖閣諸島の天気予報

金曜日
- 須田慎一郎の社会の裏

### 過去のレギュラーコーナー
- ブレイクタイム（月、火曜日を除く）

開始後1時間経過頃のコーナーで、マスコットキャラクターの金魚「虎金ちゃんズ」を映しながら、出演者の雑談の音を流すコーナー。リニューアル前は金曜日のみ首都圏近郊のイベント中継を行っていた。
- 虎ノ門クエスチョン9時Q
- 青山繁晴の超現場主義
- 半井小絵のキツネの嫁入り
- 半井小絵の半信半疑
- 有本香の世界の裏
- 小川榮太郎のQ & 榮[注 59]太郎
- 大高未貴のインシャラー（إن شاء الله）
- 井上和彦のおもろいやないか!?
- 厳喜ハツラツ虎ノ門川柳[注 60]
- 百田尚樹の百事百論
- 井上和彦のいのうええ話
- 藤井厳喜のフジイ伝記[注 61]
- 青スポ[注 62]
- ケント・ギルバートの初耳アワー
- 虎弁連[注 63]
- 石平のDESUわなNOTE[注 64]
- 議員stagram[注 65]
- トラ撮り!（火曜日を除く[注 66]）

コメンテーターのプライベートや仕事上（宣伝も含む）の写真を紹介するコーナーで、2015年10月1日から開始。番組改題前は「9時撮り!」
- ジョネノストラダムスの大予言[注 67]
- BTO[注 68]（ブロード・キャスティングに虎ノ門ニュースがお灸をすえます!）

放送法遵守を求める視聴者の会協力のコーナー。
- 痛イッター
- 昭和の英雄が語る 大東亜戦争偉大なる記憶
- 武田邦彦の虎ノ門サイエンス

## スペシャル
- 青山繁晴×百田尚樹が語る『終戦の日と日本人』
終戦の日記念と題して「敗戦後の祖国の根幹を考える」と表し、青山と百田が対談と別々にロケをした映像で構成した特別番組。
2015年8月15日に前篇、8月16日に後編（共に13:00 - 14:00）として編成[注 69]。京都霊山護国神社の境内にて両者の対談を行い、青山がハワイ州オアフ島の真珠湾にあるアリゾナ記念館へ、百田が零戦元搭乗員とのインタビューを収録。また、8月22日には対談部分のノーカット版を放送[10][11]。
- 青山繁晴×百田尚樹2016年 日本はこうなる!元旦スペシャル
2016年の元日に日本の行方について対談した。通常のDHCシアターのスタジオではなく、六本木ヒルズ内のYouTube Space Tokyoにて収録を実施。
対談テーマ：第3次安倍改造内閣、憲法改正、日本の安全保障、日本のメディア、竹島・尖閣諸島・北方領土問題
- 新春対談スペシャル 2016年の日本を語る
2016年1月4日から8日の放送を通常放送ではなく、新春スペシャルとしてレギュラーコメンテーター陣が出演曜日を入れ替えて特定のテーマについて対談する形式を採った。
  - 月曜：対談相手：武田、半井×井上、テーマ「大東亜会議」
  - 火曜：対談相手：百田×加藤、テーマ「日本のメディア」
  - 水曜：対談相手：田母神×ケント、テーマ「日本の国防」
  - 木曜：対談相手：青山×有本、テーマ「世界は変わる」
  - 金曜：対談相手：須田×諏訪、テーマ「日本の経済」
- 青山繁晴×百田尚樹 1周年記念スペシャル 『日本が世界のリーダーになる日』
2016年4月1日、番組放送開始から1周年を迎え特番として編成し、元日対談同様YouTube Space Tokyoにて収録[注 70]。
テーマは、「憲法改正」「外交」について議論。また、この放送回は視聴者及び青山の会社が運営しているインディペンデントクラブの会員を含めた約25人が収録に参加し、「青山・百田にこれが聞きたい」と題して質疑応答を行った。
- 1周年記念企画 スペシャル対談
2016年4月3日から8日の放送を番組改題を機に、出演者をシャッフルした対談で構成。ただし、新春スペシャルとは違い、事前収録形式では無く通常の生放送で編成。
  - 月曜：対談相手：武田×ケント、テーマ「世界の中の日本」
  - 火曜：対談相手：百田×半井×井上、テーマ「国を守るために」
  - 水曜：対談相手：田母神×須田、テーマ「日本をどう守る?」「憲法改正」
  - 木曜：対談相手：青山×ケント[注 71]、テーマ「米大統領選で日本が変わる!?」
  - 金曜：対談相手：有本×竹田[注 71]、テーマ「日本人が知らない日本」
- 2017年 新春スペシャル!
2017年1月2日から6日放送分を新春特番としてレギュラーコメンテーター陣の出演曜日を入れ替えて特定のテーマについての対談[注 72]。
YouTube Space Tokyoにて視聴者及び青山の回のみ青山が所属していた独研のインディペンデントクラブの会員を含めた約30人が収録に参加し、質疑応答を行った。
  - 月曜：対談相手：青山×有本、テーマ「世界の中の日本」
  - 火曜：対談相手：百田×櫻井、テーマ「どうなる?憲法改正」
  - 水曜：対談相手：ケント×高山×上念、テーマ「メディアの責任と大ウソ」
  - 木曜：対談相手：大高×有本×半井、テーマ「憂国の虎ノ門女子会」
  - 金曜：対談相手：井上×武田×須田、テーマ「混迷する世界情勢とややこしいオッサン」
- 緊急生放送! 〜デモ隊が来るのでとりあえず番組立ち上げましたSP〜
2017年6月22日（19:00 - 20:30）に通常回とは別の配信回として、同局が番組制作し、TOKYO MX等の特定地上基幹放送事業者放送局に番組販売している『ニュース女子』#91（2017年1月2日）の放送内容に対してレイバーネットの有志団体が抗議するデモ隊[12]がサテライトスタジオ前を通過する情報を掴んだ為、対抗するために番組を編成。
MCは緊急に特番を編成したため、居島では無く、プロデューサーの山田が担当し、コメンテーターに百田と武田がスタジオ出演[注 73]、ゲストとして、アメリカ合衆国オハイオ州に出張していた我那覇がSkype中継で番組参加した[13]。
- 番組横断DHCテレビ祭り
2017年8月29日から9月1日、2018年8月7、8日の間の配信をDHCグループメディアの番組と横断的に編成し、2017年は木、金曜は録画とロケの構成。ただし、月曜は通常配信と同一。2018年は火曜は事前収録、水曜は『エクストリームBeauty』の配信スタジオであるHARAJUKUAbemaStudioの道中をバスツアー企画として、TOKYO MX本社である半蔵門メディアセンター前迄ロケを行った
- 2017年
  - 火曜：百田、有本、ゲストMC(ニュース女子)：脊山麻理子（フリーアナウンサー、元日本テレビアナウンサー）
  - 水曜：井上、上念、我那覇(Skype中継)、ゲストMC(エクストリームBeauty)：伊倉愛美※「楽屋入り」の番外編で両番組終了後も生配信を実施し、ナレーターのせんだ、間宮が生ナレーションを実施
  - 木曜：対談相手：大高×高山×馬渕睦夫[注 74]、テーマ：世界情勢のフェイクと印象操作
- 2018年
  - 火曜：百田、櫻井
  - 水曜：須田、上念、ゲストMC：伊倉

2018年 新春スペシャル 日本の未来のために「今」を語る!
2018年1月1日から5日放送分を新春特番として百田を除くレギュラーコメンテーター陣の出演曜日を入れ替えて特定のテーマについての対談。
当該シリーズの特番は、対談テーマに寄せて、全て違う場所にてロケを実施。
  - 月曜：対談相手：青山×すぎやまこういち、テーマ：「真相 日本国憲法」、ロケ地：DNタワー21（第一生命館、マッカーサー記念室）、サンミ高松 本店
  - 火曜：対談相手：竹田×上念×半井、テーマ：「天皇・皇室～意外に知らない伝統・暮らしに迫る～」、ロケ地：レストランアラスカ パレスサイド店[注 75]
  - 水曜：対談相手：フィフィ×金美齢×ケント×有本、テーマ：「こうあるべき! 海外から見たニッポン」、ロケ地：大田区池上 古民家カフェ 蓮月
  - 木曜：対談相手：武田×藤井×田母神、テーマ：「三匹のオッサンが斬る! 困った三ヵ国」[注 76]、ロケ地：屋形船船上（晴海→お台場）
  - 金曜：対談相手：石平×大高×須田×井上、テーマ「ニッポンを蝕む悪を治療する!」、ロケ地：病院ハウススタジオ
- 2018年 GW、夏休み特別企画 コメンテーターへの大質問タイム "これが聞きたい"[注 77]
2018年5月第1週、8月第3週の後半パートをコメンテーターと視聴者及び番組ギャラリーからの質疑コーナーを設けた
5月の月曜のみレギュラーの青山がアメリカ合衆国への出張[注 78][14][15]のため上念と有本が代理を務め、他曜日はレギュラーと一部ゲストが質疑に応じた
- DHC伊豆赤沢温泉郷SP
2018年12月11、12日に跨ぎ、同企業グループが所有するDHC赤沢温泉ホテルの宣伝を兼ねて編成[注 79]。11日は20:00 - 22:40に渡り、2018年の重大ニュースの振返りと「今年アカンかった大賞」の人物を選出[注 80]。
翌日は通常放送枠にて「2019年 重大予言会議」と題し、2018年の重大ニュースを元に2019年の国政、国際情勢等の予想を行い、番組終盤には上念と須田が露天風呂に入浴してレポートする企画が配信された
出演者：百田、有本、上念、須田、竹田、大高、ケント、居島
- 虎ノ門ニュース&ニュース女子 大晦日・年越しSP!
2018年12月31日 22:00 - 2019年1月1日 1:30[注 81]
事前に収録した『ニュース女子』2018年12月31日生配信分を『虎ノ門ニュース』のコメンテーターと同局のスタジオで視聴しつつ[注 82]、2018年のニュース事項を振返りながら年を越し、年跨ぎ以後は楽屋内の宴会場にてトークする構成である
また、居島は事前に決まっていたため、お笑いライブの仕事先からの中継も実施し、MCは須田が担当した[注 83]
出演者：百田、有本、上念、須田、武田、井上、竹田
- 夜 虎ノ門ニューススペシャル
2019年3月4 - 15日 平日：20:00 - 22:00[16]
過去、番組開始当初から以後2年の間にテレビ放送にて編成していた平日夜のプライムタイムに通常番組を編成。その為、通常の配信時間での番組配信は休止

## スピンオフ（ラジオ番組）
2016年4月15日、DHCグループ傘下に入ったCROSS FMにて、2016年7月3日から番宣番組である『Weekly 虎ノ門ニュース』がスタート。パーソナリティは当該番組のMCである居島が担当。10月から放送時間も30分延長された。2020年4月からNBC長崎放送にもネット。
本編の番組（配信）終了に伴い、2022年11月20日をもって終了。11月27日からは同時間帯に出演者が続投する形で『居島一平のよかよかJAPAN』を放送。同年12月25日に終了し前番組から通算6年半の歴史に幕を閉じた。

### 出演者
いずれもパーソナリティー。
- 居島一平
- 川村綾（フリーアナウンサー、元静岡朝日テレビアナウンサー、現：稲城市議会議員、2016年4月15日 - 2019年7月28日）
- 塩地美澄（タレント、フリーアナウンサー、元秋田朝日放送アナウンサー、2019年8月4日 - 2020年3月29日）
- 小坂真琴（タレント、2020年4月5日 - 2022年11月20日）

#### 放送時間
現在
- 日曜：7:00 - 8:00（2016年10月2日 - 2022年11月20日）

過去
- 日曜：11:00 - 11:30（2016年7月3日 - 2016年9月25日）

## スタッフ

### 過去

#### レギュラー放送
- ナレーション：せんだみつお、間宮久美子[注 84]
- 構成：槙田英司（月、水曜）、横山雄一郎（水、金曜）、森下つよし、橋本修平
- 編集：久保田和樹、土田重之[注 85]（BRAISE）、名越義和[注 85]（BRAISE）
- MA：イトルベ・セバスチャン（BRAISE）[注 85]
- 音楽効果：(株)音楽探険隊、今井雅俊（音楽探険隊）[注 85]
- 技術協力：Angle、Rays Studio[注 85]（BRAISE）
- ニュース提供：共同通信社[注 86][注 87]、ライフビジネスウェザー[注 88]
- メイク：竹田博美、松下智実、小川幸子
- スタイリスト：烏丸由紀子[注 89]
- AD：岡田俊介、宮田譲、町田雄一郎、柳原淳志、竹内雄太、小嶋武尊、小林秀斗、小川晃司、大倉瑞記、深沢翔大、菊池顯大、中村愛、魚谷直哉、東亜理沙（月、水、金曜）、田村浩貴、菅伸広（火曜）
- ディレクター：示野浩司（月、金曜）- 2015年4月 - 2017年8月、渡邉沙耶[注 90]、飯島 冬貴、岡田俊介、丹川祥一（月、金曜）、中村慎吾（金曜）、見崎､沫ｺ（金曜）、如沢大介（火曜）、城後亮介（水、金曜）、松井香与子、中村健（木、金曜）
- AP：兼田泰子、伊東蓉美子、川本佳乃、越智えりか、岩井秀行、仙田尚希、鈴木輝美、飯島寿美礼、菅井健次郎
- スタジオ運営：竹村賢治(DHCテレビ)
- プロデューサー：山田晃(DHCテレビ[注 91])、上村直人(DHCテレビ)、吉田麻理(DHCテレビ) - 2018年1月 - 2020年1月、岡本光弘（ロングテイル→mo inc）[注 92] - 2022年2月 - 11月、山下悟(ウッドオフィス)、八木沼邦彦(ロングテイル)
- エグゼクティブプロデューサー：濱田麻記子 - 2015年4月1日 - 2017年10月18日
- 制作協力：ロングテイル、mo inc、ウッドオフィス[注 93]
- 製作著作：DHCテレビ

### スペシャル
- ナレーション：沢城みゆき
- VO：島田敏
- カメラ：鈴木康男（コールツプロダクション）[注 94]、薬袋孝人（コールツプロダクション）[注 94]
- 音声：若林宏美（コールツプロダクション）[注 94]、倉持友和（コールツプロダクション）[注 94]
- 美術：テレビ朝日クリエイト[注 94]
- 編集：竹野秀崇（e-naスタジオ）
- MA：坪野有馬（e-naスタジオ）
- 音楽効果：稲田俊介（音楽探検隊）
- 技術協力：光学堂、Angle、港家、エムズプロ、FirstShot[注 95]
- 協力：株式会社独立総合研究所、宇治田博士、愛媛零戦搭乗員会
- AD：斎藤優美絵[注 94]、小西優輝[注 94]、原田卓弥[注 94]
- ディレクター：コシダマリ、松宮夢々、平賀知博[注 94]
- プロデューサー：川上重之(ロングテイル)[注 94]